# Eva Paulino Bueno
Eva Paulino Bueno (* 13. Oktober 1953 in Brasilien) ist eine brasilianische Hispanistin.

## Leben
Bueno studierte Englische Literatur an der Universidade Federal do Rio de Janeiro und promovierte in Spanischer Sprache und Literatur an der University of Pittsburgh. Sie lehrte an der Mukogawa Women's University. Sie war Professorin an der Saint Mary’s University of San Antonio in Texas, wo sie 2021 emeritierte. In ihren Schriften befasst sie sich mit Lateinamerikanischer Frauenliteratur und Populärkultur. Ihr verbreitetstes Werk ist das mit Terry Caesar herausgegebene Imagination beyond nation: Latin American popular culture (1998); das Werk analysiert nationale Kulturen Argentiniens, Brasiliens, Chiles, Mexikos, Perus und Venezuelas auf der Ebene ihrer jeweiligen Populärkulturen (Telenovelas, Kunsthandwerk usw.).

## Schriften (Auswahl)
- Resisting boundaries: the subject of naturalism in Brazil. New York: Garland Pub., 1995. ISBN 978-0-8153-1789-0
- Herausgeberin zusammen mit Terry Caesar: Imagination beyond nation: Latin American popular culture. Pittsburgh: University of Pittsburgh Press, 1998. ISBN 978-0-8229-9058-1
- Herausgeberin zusammen mit Terry Caesar und William Hummel: Naming the father: legacies, genealogies, and explorations of fatherhood in modern and contemporary literature. Lanham: Lexington Books, 2000. ISBN 978-0-7391-0092-9
- Amácio Mazzaropi in the film and culture of Brazil: after cinema novo. New York: Palgrave Macmillan, 2012. ISBN 978-1-137-00918-0
- Herausgeberin zusammen mit María Claudia André: The woman in Latin American and Spanish literature: essays on iconic characters. Mit einem Vorwort von Marjorie Agosín. Jefferson/London: McFarland & Company, 2012. ISBN 978-0-7864-6599-6
- Herausgeberin zusammen mit María Claudia André: Latin American Women Writers. Hoboken: Taylor and Francis, 2014. ISBN 978-1-317-72635-7